# Shaun Suisham

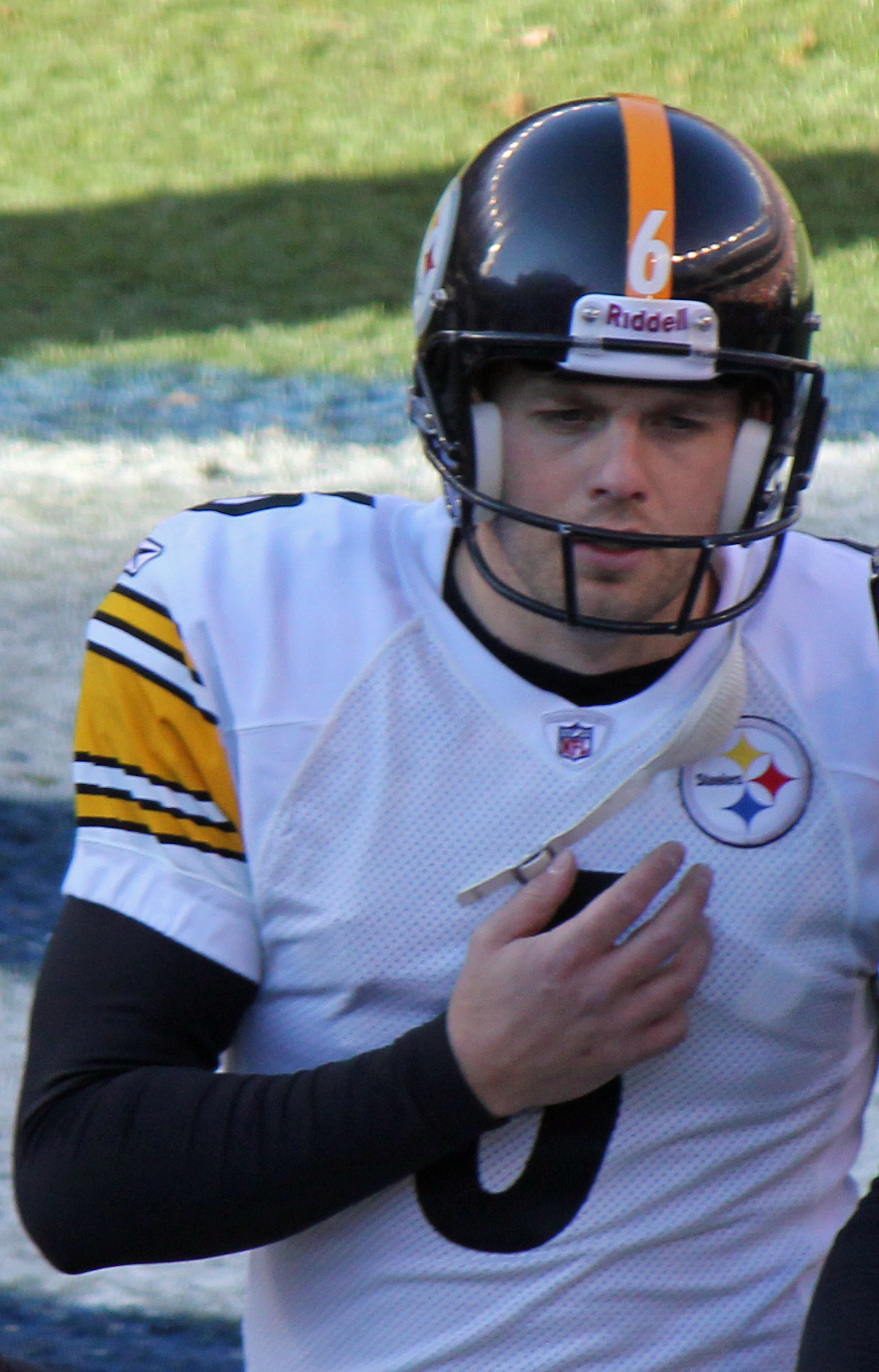
Shaun Suisham

Shaun Christopher Suisham (29 de Dezembro de 1987, em Ontario, Canadá) é um jogador de futebol americano que atua na posição de placekicker pelo Pittsburgh Steelers na National Football League. Jogou futebol americano universitário pela Bowling Green State University. 
Suisham já jogou pelo Washington Redskins, San Francisco 49ers e Dallas Cowboys.